# Andrei Bezrúkov
Andrei Bezrúkov   (Kansk, 30 d'agost de 1960) (en rus: Андрей Безруков, nom fictici: Donald Heathfield) és un antic oficial de la intel·ligència russa, que juntament amb la seva dona Elena Vavilova (nom fictici: Tracey Foley) va ser un agent dorment del KGB i l'SVR fins que va ser descobert el 2010 pels Estats Units. Quan va acabar la seva carrera del servei d'intel·ligència el 2010 era coronel, rang encara conserva. Juntament amb la seva dona Elena Vavilova varen inspirar els personatges principals de l'aclamada sèrie de televisió The Americans (2013-2018).
Actualment és assessor del president de la petroliera Rosneft, professor auxiliar del Departament d'Anàlisi Aplicada de Problemes Internacionals de l'Institut Estatal de Relacions Internacionals de Moscou (MGIMO), expert del Club Valdai, membre del Consell de Política Exterior i de Defensa i membre del Patronat DOSAAF Rússia.

## Biografia
Andrei Olégovitx Bezrúkov va néixer el 30 d'agost de 1960 a Kansk. Del 1978 al 1983 va estudiar a la Universitat Estatal de Tomsk, llicenciat en història, on va conèixer la seva futura esposa.
Sota el suposat nom de Donald Howard Heathfield, juntament amb la seva dona Elena Vavilova, va viure a diversos estats fora de la Unió Soviètica durant més de vint anys, dedicades a activitats d'intel·ligència il·legals. Segons la seva identitat encoberta, Heathfield era fill d'un diplomàtic canadenc, que va morir el 1962 quan ell tenia set setmanes, i es va graduar a l'escola secundària a la República Txeca.
Del 1992 al 1995 va estudiar al Canadà, a la Universitat de York, on es va llicenciar en economia internacional. Del 1995 al 1997, va estudiar a l'École nationale des ponts et chaussées, obtenint un màster en negocis internacionals. A partir del 1999 va viure als Estats Units. El 2000 es va graduar a la John F. Kennedy School of Government amb un màster en administració pública.
Des del maig del 2000 fins al maig del 2006 va treballar com a soci a l'empresa de consultoria Global Partners Inc., els clients de la qual eren empreses conegudes com Alstom, Boston Scientific, General Electric i T-Mobile. Des del maig del 2006 fins al desembre del 2010, va dirigir una altra empresa de consultoria, Future Map, especialitzada en sistemes de planificació i previsió estratègica governamental i corporativa, que tenia oficines a París i Singapur. Bezrúkov va ser membre de la World Future Society, una organització que el Boston Herald va descriure una vegada com "una fàbrica de pensament per a les noves tecnologies, en una conferència on es reuneixen els principals experts en el camp de l'administració pública". A causa d'això, Heathfield va poder fer nombroses coneixences. En particular, coneixia Leon Fuerth, antic assessor de seguretat nacional del vicepresident Al Gore, i professor de gestió a la Universitat George Washington, William Halal, que va participar en la conferència de la World Future Society de 2008. Halal va descriure la seva relació amb Heathfield com a càlida. "Em vaig trobar amb ell en reunions en agències federals, fàbriques de pensament i la World Future Society. No sé res que pugui interessar des de la perspectiva de la seguretat. Tot el que li vaig proporcionar a Don va ser publicat i disponible a través d'Internet."
Bezrúkov i la seva dona vivien a Cambridge, Massachusetts. En aquella època, Elena Vavilova s'havia graduat a la Universitat McGill i, abans d'establir-se als Estats Units, havia viscut a França. Va treballar a l'agència immobiliària Redfin a Somerville, Massachusetts.
El juny del 2010 va ser arrestat als Estats Units juntament amb la seva dona en el marc d'una operació encoberta. El 9 de juliol de 2010, va ser intercanviat amb altres quatre ciutadans russos, juntament amb altres 9 agents d'intel·ligència il·legals russos a l'aeroport de Viena. Entre els intercanviats hi havia Serguei Skripal, que feia tretze anys estava reclòs en una presó russa per haver passat informació a l'MI6.
En tornar a Rússia, a ell i a la seva dona el president Dmitri Medvédev els va atorgar l'Ordre del Mèrit per la Pàtria de 4t grau pel seu servei.

## Obres
El 2015 va publicar el llibre Rússia i el món el 2020. Els contorns d'un futur problemàtic. Després del seu retorn, va concedir la seva primera entrevista a la revista Russian Reporter el 2012. També ha concedit altres diverses entrevistes a mitjans locals. Avui dirigeix regularment una columna al diari empresarial Izvéstia sobre temes d'actualitat. L'agost del 2019, Bezrúkov continuava la seva carrera docent i feia tasques de consultoria per a una companyia petroliera.
El maig del 2019, la seva esposa Vavilova va publicar la novel·la Jensxina, kotoraia umeiet khranit taini (en català La dona que sabia guardar secrets), en gran part autobiogràfica de la parella. La primera edició a Occident la publicarà Símbol Editors en català el març de 2021 amb el nom El secret de la clandestina, traduïda per Josep Lluís Alay.